# Lipki Wielkie (gromada)
Lipki Wielkie – dawna gromada, czyli najmniejsza jednostka podziału terytorialnego Polskiej Rzeczypospolitej Ludowej w latach 1954–1972.
Gromady, z gromadzkimi radami narodowymi (GRN) jako organami władzy najniższego stopnia na wsi, funkcjonowały od reformy reorganizującej administrację wiejską przeprowadzonej jesienią 1954 do momentu ich zniesienia z dniem 1 stycznia 1973, tym samym wypierając organizację gminną w latach 1954–1972.
Gromadę Lipki Wielkie z siedzibą GRN w Lipkach Wielkich utworzono – jako jedną z 8759 gromad na obszarze Polski – w powiecie gorzowskim w woj. zielonogórskim na mocy uchwały nr V/15/54 WRN w Zielonej Górze z dnia 5 października 1954. W skład jednostki weszły obszary dotychczasowych gromad Lipki Wielkie, Baranowice, Jastrzębnik, Lipki Małe, Ludzisławice i Mąkoszyce ze zniesionej gminy Lipki Wielkie w tymże powiecie. Dla gromady ustalono 16 członków gromadzkiej rady narodowej.
1 stycznia 1958 do gromady Lipki Wielkie włączono wieś Nowe Polichno ze zniesionej gromady Stare Polichno w tymże powiecie.
1 stycznia 1969 do gromady Lipki Wielkie włączono wieś Dobrojewo z nowo utworzonej gromady Skwierzyna w tymże powiecie.
Gromada przetrwała do końca 1972 roku, czyli do kolejnej reformy gminnej. 1 stycznia 1973 w powiecie gorzowskim reaktywowano gminę Lipki Wielkie (zniesioną ponownie 15 stycznia 1976).